# Simulium transcaspicum
Simulium transcaspicum es una especie de insecto del género Simulium, familia Simuliidae, orden Diptera.

## Distribución
Se distribuye por Irán y Asia Central.

## Taxonomía
Fue descrita científicamente por Enderlein, 1921. Fue publicada en Neue palaarktische Simuliiden. Sber. Ges. Naturf. Freunde Berl.